# San Juan Guichicovi
San Juan Guichicovi là một đô thị thuộc bang Oaxaca, México. Năm 2005, dân số của đô thị này là 27646 người.